# 岩田貴代志
岩田 貴代志（いわた きよし、1962年3月15日 - ）は、埼玉県出身の俳優、殺陣師。ガイズエンターテイメント所属。旧芸名は岩田 清。身長176cm、体重72kg。特技は乗馬。

## 出演

### テレビ
- ウルトラマンガイア
- 七星闘神ガイファード（バトロッド役）
- 土曜ワイド劇場「家政婦は見た!」
- はみだし刑事情熱系シリーズ
- 往診ドクター事件カルテ
- ビギナー
- ブースカ! ブースカ!!（犯人）
- 越境捜査

### 映画
- ファンキー・モンキー・ティーチャー2 東京進攻大作戦
- 国会へ行こう!
- 武闘の帝王
- 棒の哀しみ
- 銀座警察・武闘派刑事
- なにわ忠臣蔵
- ドッグレース・犬走る
- マルタイの女（襲撃する信者）

### OV
- ウルトラマンネオス（魚を盗もうとした男）
- 極道ステーキ
- どチンピラ
- 日本極道史

### 舞台
- 活動屋外伝・電影城の快人たち
- ホワイトカラーの快人たち